# Trapezitsa
Trapezitsa (en bulgare Трапезица) est une forteresse médiévale située sur une colline du même nom à Veliko Tarnovo, dans le nord de la Bulgarie. Elle servit de forteresse principale du Second Empire bulgare de 1185 à 1393. Trapezitsa  était une colline spirituelle, habitée par des nobles du clergé et des artisans.

## Histoire
On y trouve les reliques de Jean de Rila, protecteur céleste et patron du peuple bulgare. Selon certains historiens, le premier château de Pierre IV de Bulgarie, a été construit sur la colline.

## Galerie

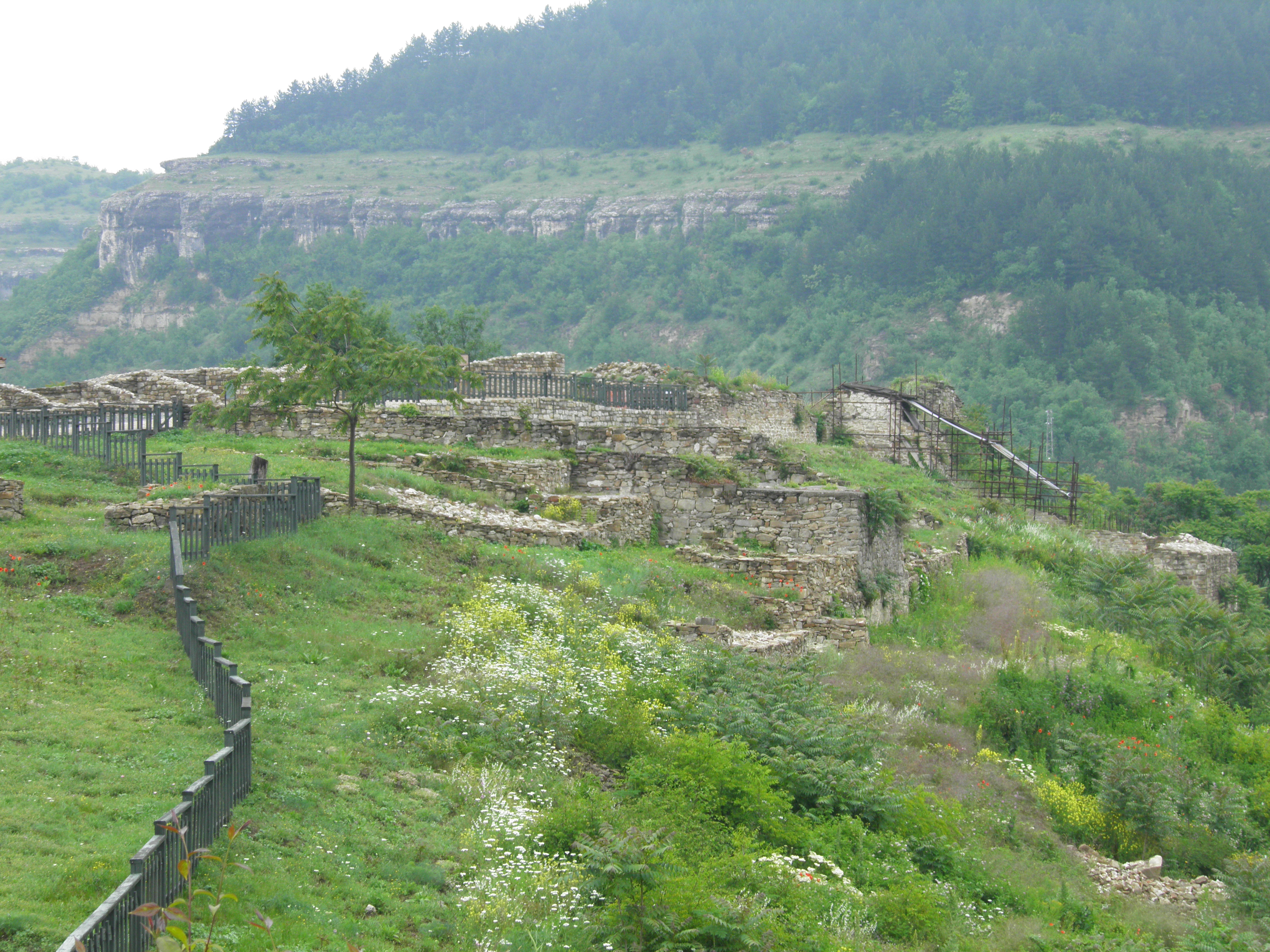
Ruines du palais
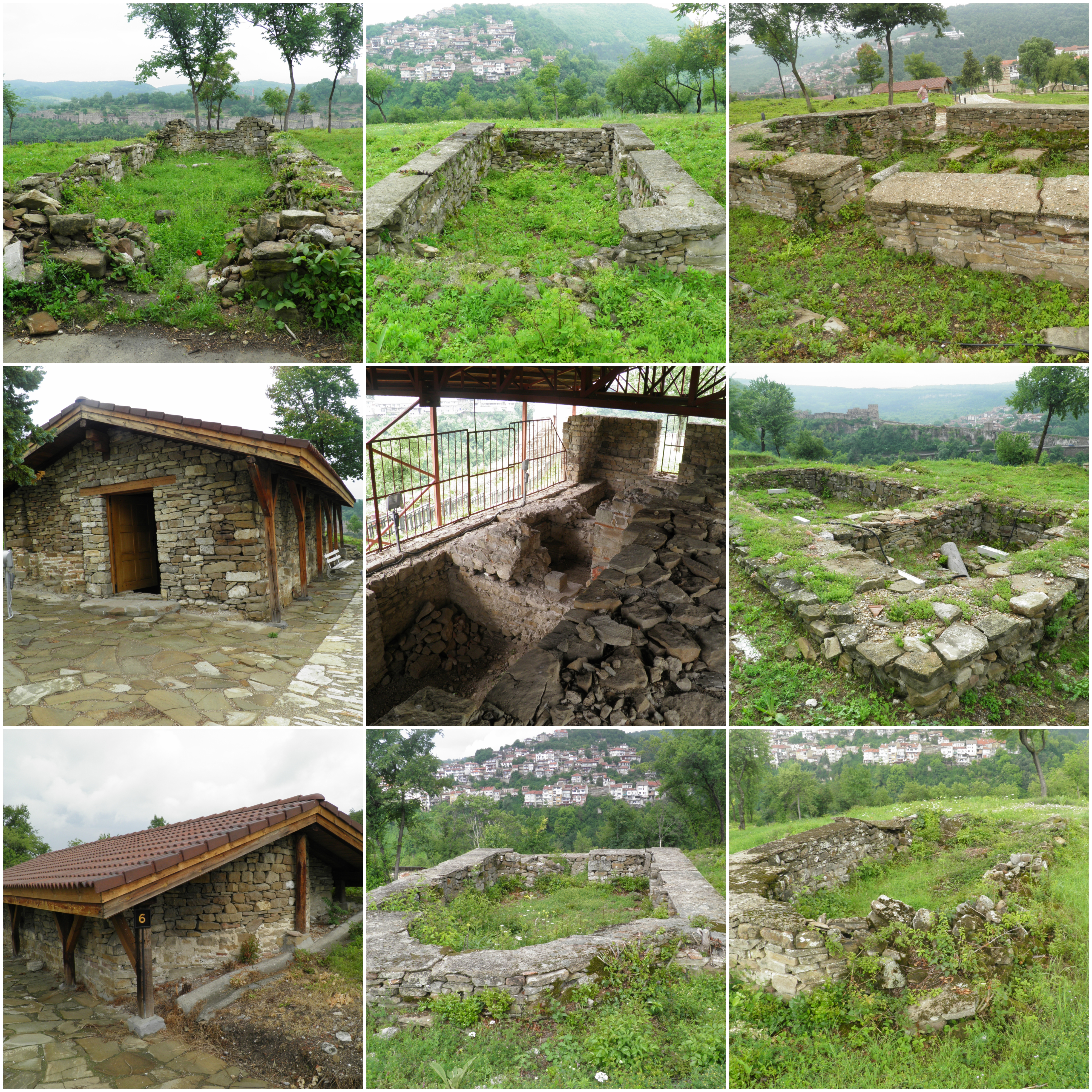
Ruines de l'église de Trapezitza